# Dorie Murrey
Dorie S. Murrey (Detroit, 7 settembre 1943) è un ex cestista statunitense, professionista nella NBA.

## Carriera
Venne selezionato dai Detroit Pistons al secondo giro del Draft NBA 1966 (12ª scelta assoluta).